# Netzwerkbildner
Netzwerkbildner, auch Glasbildner genannt, formen die molekulare Grundstruktur von Glas, in dem sie ein dreidimensionales Netzwerk bilden. Für die Glasbildung sind neben ihnen keine weiteren Stoffe notwendig. So hat z. B. Quarzglas als einzigen Bestandteil Siliciumdioxid (SiO2). Dieses stellt auch den bedeutendsten oxidischen Glasbildner dar. Glasbildner können zusammen mit einem oder mehreren Netzwerkwandlern in einem Glas vorkommen. Da einige Oxide beide Funktionen erfüllen, werden sie als Zwischenoxide bezeichnet.
Netzwerkbildner sind folgende Verbindungen:
- Siliciumdioxid (SiO2)[4]
- Bortrioxid (B2O3)[4]
- Phosphorpentoxid (P2O5)[4]
- Diarsentrioxid, auch Arsenik genannt (As2O3)[4]
- Germaniumdioxid (GeO2)[4]
- Antimonpentoxid (Sb2O5)[5]

Stabilisatoren (wie zum Beispiel Calciumcarbonat) können sowohl Netzwerkwandler als auch Netzwerkbildner sein. Im Unterschied zu Netzwerkbildnern sind sie nicht in der Lage, Glas als Einzelkomponente zu bilden.